# Acireale Calcio a 5
L'Associazione Sportiva Dilettantistica Acireale Calcio a 5 è una società italiana di Calcio a 5 con sede ad Acireale.

## Storia
Fondata nel 2006, la società acese ha disputato cinque edizioni consecutive di Serie A2, riuscendo a qualificarsi nell'edizione 2010-11 anche alla final eight della Coppa Italia di categoria. La politica societaria è fortemente improntata sul settore giovanile, detentore di due campionati regionali juniores e due titoli nazionali vinti dalla formazione giovanissimi (2013-14) e allievi (2014-15). Per ragioni economiche nell'estate del 2015 l'Acireale rinuncia all'iscrizione in Serie A2, rilevando il titolo della sezione di calcio a 5 dell'Aciplatani Calcio 1970 iscritta in Serie C2. Con questa denominazione la squadra vince il girone C della categoria, guadagnando la promozione nel massimo campionato regionale. L'estate successiva la società ritorna alla denominazione tradizionale.

## Statistiche e record

### Partecipazioni ai campionati
| Livello | Categoria | Partecipazioni | Debutto   | Ultima stagione |
| ------- | --------- | -------------- | --------- | --------------- |
| 2º      | Serie A2  | 5              | 2010-2011 | 2014-2015       |
| 3º      | Serie B   | 4              | 2009-2010 | 2022-2023       |
| 4º      | Serie C1  | 5              | 2008-2009 | 2019-2020       |
| 5º      | Serie C2  | 2              | 2007-2008 | 2015-2016       |
| 6º      | Serie D   | 1              | 2006-2007 | 2006-2007       |

## Palmarès

### Competizioni giovanili
- Campionato regionali Juniores: 2
  - 2011-12, 2012-13
- Campionato nazionale Allievi: 1
  - 2014-15
- Campionato nazionale Giovanissimi: 1
  - 2013-14

## Organigramma
- Presidente: Ereddia Cristiano
- Presidente onorario: Giuseppe Marino
- Vice presidente: Maugeri Emanuele
- Direttore Sportivo: Giuseppe Caruso
- Direttore generale: Giuseppe Vasta
- Team manager: Emanuele Maugeri
- 'Responsabile Settore giovanile: Joselito D'Agostino
- Responsabile Area Tecnica: Sebastiano Scandura
- Ex responsabile logistica e magazzino: Elio Rao
- Massagiatore: Davide Rando
- Fisioterapista: Davide Rando
- Addetto stampa: Alessandro Coco